# Olga Souza
Olga Maria de Souza (ur. 16 lipca 1968 roku w Rio de Janeiro) – brazylijska piosenkarka i tancerka. Najbardziej znana jako członkini włoskiego zespołu muzycznego Corona.

## Single
- 1994 The Rythm of the Night
- 1998 Walking on Music
- 1999 Magic Touch
- 2000 Good Love
- 2006 Back In Time
I'll Be Your Lady
- 2007 La Playa Del Sol
- 2010 Saturday Night